# 26P/Grigg-Skjellerup
26P/Grigg-Skjellerup  (ou Comète Grigg-Skjellerup ) est une comète périodique qui a été visitée par la sonde spatiale Giotto.

## Découverte
Elle avait été découverte par Jean-Louis Pons en 1808, puis redécouverte en 1902 par John Grigg, et redécouverte en 1922 par John Francis Skjellerup.
En 1972, furent découvertes les Pi puppides, une pluie d'étoiles filantes associée au passage au périhélie de cette comète.
En 2003, fut découverte la brownleeite MnSi, minéral inconnu sur Terre, identifié pour la première fois dans la poussière issue de la queue de la comète, dont l’orbite a traversé la stratosphère en avril 2003.

## Survol par Giotto
Elle fut survolée par la sonde Giotto le 10 juillet 1992, à une distance de 200 km à la vitesse de 13,99 km/s. Aucune photo n'a pu être prise par suite de l'endommagement de l'objectif par l'impact de poussières reçues lors du survol de la comète de Halley.
La sonde a constaté un léger dédoublement du noyau cométaire, un petit morceau s'étant détaché de la comète.